# Regierung Marián Čalfa I
Die Regierung Marián Čalfa I befand sich im Amt vom 10. Dezember 1989 bis 27. Juni 1990 (zurückgetreten). Sie folgte der Regierung Ladislav Adamec und wurde ersetzt durch die Regierung Marián Čalfa II.
Die Regierung Marián Čalfa I, geführt durch den Ministerpräsidenten Marián Čalfa, markierte einen Wendepunkt in der Geschichte der Tschechoslowakei. Sie war die letzte Regierung der Tschechoslowakischen Sozialistischen Republik, wie das Land seit 1960 offiziell hieß, und auch die erste Regierung der neuen, am 29. März 1990  entstandenen Föderation, der Tschechoslowakischen Föderativen Republik, die am 22. April 1990 in Tschechische und Slowakische Föderative Republik umbenannt wurde.
Unmittelbar nach der Ernennung der Regierung Čalfa I (die bisweilen auch  „Vláda národního porozumění“ – Regierung der nationalen Verständigung – genannt wird) durch den Staatspräsidenten Gustáv Husák, ist dieser von seinem Posten zurückgetreten: es war somit seine letzte Amtshandlung.

## Regierungsbildung, Programm
Nachdem Ladislav Adamec, der die Regierung Ladislav Adamec vom 12. Oktober 1988 an leitete, am 7. Dezember 1989 im Zuge der gesellschaftlichen Ereignisse während der sog. samtenen Revolution von  1989 persönlich als Ministerpräsident zurücktrat, wurde Marián Čalfa mit der kommissarischen Weiterführung der Amtsgeschäfte beauftragt. Am 10. Dezember wurde schließlich, durch die letzte Amtshandlung des damaligen Staatspräsidenten Gustáv Husák, der unmittelbar danach zurücktrat, eine neue Regierung eingesetzt, die Regierung Marián Čalfa I.
Anders als in den Jahrzehnten davor setzte sich die Regierung nicht aus der Einheitsliste der Národní fronta zusammen – Čalfa versuchte, einen historischen Kompromiss zu finden und berief mehr nichtkommunistische als kommunistische Minister, was die in der tschechoslowakischen Verfassung verankerte Vormachtstellung der kommunistischen Partei sprengte. Nachdem der Versuch einer Regierungsumbildung des Amtsvorgängers Adamec am 3. Dezember 1989 keinen Zuspruch der Öffentlichkeit fand und zu Protesten führte (15 kommunistische, 5 nichtkommunistische Minister), wurde Čalfas Ministerauswahl (10 zu 11) als eine angemessene Option akzeptiert. Die sich neu formierten demokratischen Bewegungen wie Občanské fórum (Bürgerforum) und Verejnosť proti násiliu (Öffentlichkeit gegen Gewalt) besaßen zahlenmäßig zwar keine Mehrheit in Čalfas erster Regierung, ihre Vertreter leiteten jedoch einige Schlüsselministerien und gehörten zu den populärsten Politikern der Zeit: der Journalist Jiří Dienstbier (Außenministerium), Gewerkschaftsaktivist Petr Miller (Arbeit und Soziales) oder Valtr Komárek und Ján Čarnogurský (beide stellvertretende Ministerpräsidenten).
Die Hauptaufgabe der Regierung war die Vorbereitung der ersten demokratischen Wahlen nach 1948. Bereits am 23. Januar 1990 wurde ein Gesetz über politische Parteien verabschiedet, das die Entstehung eines modernen, pluralistischen politischen Systems erst ermöglichte und die Gründung neuer Parteien und Gruppierungen forcierte. Am 27. Februar 1990 wurde ein neues Wahlgesetz angenommen, mit dem das Verhältniswahlsystem eingeführt wurde; zugleich wurde eine zweijährige Amtszeit vorgesehen und die Ausarbeitung einer neuen Verfassung als Hauptziel benannt. Die Wahlen fanden am 8./9. Juni 1990 statt.
Čalfa trat mit seiner Regierung am 27. Juni 1990 zurück.

## Regierungszusammensetzung
Die Minister befanden sich während der gesamten regulären Amtsperiode im Amt (vom 10. Dezember 1989 bis 27. Juni 1990), wenn nicht anders angegeben.
- Ministerpräsident: Marián Čalfa
- erster stellvertretender Ministerpräsident:
  - Ján Čarnogurský (10.12.1989 – 6.4.1990)
  - Valtr Komárek (10.12.1989 – 6.4.1990)
- stellvertretender Ministerpräsident:
  - Vladimír Dlouhý
  - Josef Hromádka
  - Oldřich Burský (10.12.1989 – 6.4.1990)
  - František Reichel (10.12.1989 – 6.4.1990)
  - František Pitra (10.12.1989 – 13.2.1990)
  - Petr Pithart (13.2.1990 – 27.6.1990)
  - Milan Čič (13.2.1990 – 27.6.1990)
  - Ján Čarnogurský (6.4.1990 – 27.6.1990)
  - Valtr Komárek (6.4.1990 – 27.6.1990)
  - Jiří Dienstbier (6.4.1990 – 27.6.1990)
  - Armin Delong (6.4.1990 – 27.6.1990)
  - Václav Valeš  (6.4.1990 – 27.6.1990)
- Außenminister: Jiří Dienstbier
- Verteidigungsminister: Miroslav Vacek
- Innenminister:
  - Marián Čalfa (10.12.1989 – 30.12.1990, zusammen mit Ján Čarnogurský und Valtr Komárek)
  - Ján Čarnogurský (10.12.1989 – 30.12.1990, zusammen mit Marián Čalfa und Valtr Komárek)
  - Valtr Komárek (10.12.1989 – 30.12.1990, zusammen mit Ján Čarnogurský und Marián Čalfa)
  - Richard Sacher (30.12.1989 – 27.6.1990)
- Finanzminister: Václav Klaus
- Minister für Arbeit und Soziales: Petr Miller
- Außenhandelsminister: Andrej Barčák jr.
- Verkehrsminister: František Podlena
- Minister für Brennstoffe und Energetik:
  - František Pinc (10.12.1989 – 13.2.1990)
  - Jaroslav Sůva (13.2.1990 – 27.6.1990)
- Minister für Metallurgie, Maschinenbau und Elektrotechnik:
  - Ladislav Vodrážka (10.12.1989 – 13.2.1990)
  - Slavomír Stračár (13.2.1990 – 27.6.1990)
- Minister für technische und Investitionsentwicklung:
- Minister für Landwirtschaft und Ernährung:
  - Oldřich Burský (7.4.1990 – 27.6.1990, zusammen mit Rudolf Kutnar)
  - Rudolf Kutnar (12.5.1990 – 27.6.1990, zusammen mit Oldřich Burský)
- Minister für Post und Telekommunikationen: Róbert Martinko (13.2.1990 – 27.6.1990, kommissarisch)
- Minister, beauftragt mit der Leitung des Föderalen Preisamtes: Ladislav Dvořák
- Vorsitzender der Staatlichen Planungskommission: Vladimír Dlouhý
- Vorsitzende des Ausschusses für Volkskontrolle: Květoslava Kořínková
- Vorsitzender der Staatlichen Kommission für wissenschaftlich-technische und Investitionsentwicklung:
  - František Reichel (10.12.1989 – 6.4.1990)
  - Armin Delong (6.4.1990 – 27.6.1990)
- Minister ohne Geschäftsbereich:
  - Richard Sacher (10.12.1989 – 30.12.1989)
  - Róbert Martinko (10.12.1989 – 13.2.1990)
  - Vladimír Príkazský (13.2.1990 – 27.6.1990)
  - Karel Havlík  (11.5.1990 – 27.6.1990)

### Parteizugehörigkeit
Die Regierung Marián Čalfa I war die erste Regierung nach der kommunistischen Machtübernahme von 1948, in der die Kommunistische Partei der Tschechoslowakei keine absolute Mehrheit hatte. Die 21 Kabinettsmitglieder aus folgenden Parteien:
- KSČ (Kommunistische Partei der Tschechoslowakei) – 10 Kabinettsmitglieder
- ČSS (Tschechoslowakische Sozialistische Partei) – 2 Kabinettsmitglieder
- ČSL (1989: Tschechoslowakische Volkspartei) 2 Kabinettsmitglieder
- 7 parteilose Kabinettsmitglieder

### Regierungen der Teilrepubliken
Parallel zur Regierung der Tschechoslowakischen Sozialistischen Republik hatten die beiden Teilrepubliken (Tschechische Sozialistische Republik und Slowakische Sozialistische Republik, beide erst ab 1969) ebenfalls eine eigene Regierung:
- Tschechische Sozialistische Republik: Regierung Josef Korčák V, Ladislav Adamec, František Pitra und Petr Pithart (18. Juni 1986 – 29. Juni 1990)
- Slowakische Sozialistische Republik: Regierung Peter Colotka IV, Ivan Knotek und Pavol Hrivnák (18. Juni 1986 – 8. Dezember 1989)